# Het Nieuwe Eemland
Het Nieuwe Eemland is een school voor gymnasium, vwo, havo en mavo in Amersfoort. Het is in 1992 voortgekomen uit de fusie van het Eemlandcollege en de Mavo Ter Eem. De schoolorganisatie maakt deel uit van de scholenkoepel Stichting Meerscholen.

## Geschiedenis

### Jongensonderwijs door de Paters Kruisheren
Het gymnasium voor jongens werd in 1946 gesticht door de Paters Kruisheren als Constantinianum. Zij hadden reeds in Uden het College van het Heilige Kruis opgericht. De orde besloot ook katholiek onderwijs te verzorgen in de traditioneel  protestantse delen van Nederland.
In 1946 startten zij onderwijsactiviteiten in Amersfoort. In eerste instantie werd lesgegeven in noodgebouwen achter hun woning, villa "Vleugelslag" aan de Laan 1914 nr. 5 (bij de bouw van de Stichtse Rotonde gesloopt) en klaslokalen van de St. Ansfridusschool op de Van Marnixlaan 53 (eind jaren 70 gesloopt).
Kort daarna begonnen zij aan de bouw van het Constantinianum aan de Daam Fockemalaan, waarvan het kloostergedeelte in 1952 werd opgeleverd. In oktober 1953 werd het schoolgedeelte opgeleverd. In 1957 werd een tweede schoolvleugel opgeleverd voor HBS-onderwijs. De school werd toen omgedoopt tot Constantijn College, een school met twee afdelingen, met ieder een eigen leiding: een rector voor het gymnasium en een directeur voor de hbs. Ook deze school was uitsluitend toegankelijk voor jongens.

### Meisjesonderwijs door de Zusters van Onze Lieve Vrouw van Amersfoort
Reeds voor de Tweede Wereldoorlog was er lyceum-onderwijs met een internaat voor meisjes in het gebouw van Onze Lieve Vrouwe ter Eem aan de Daam Fockemalaan.

### Fusies en start van gemengd onderwijs
|                    |                    | Collegium Constantinianum |  |                           |                         |                         |
|                    |                    | ↓ 1957 ↓                  |  |                           |                         |                         |
|                    |                    | Constantijn College       |  | Onze Lieve Vrouwe ter Eem |                         |                         |
|                    |                    | ↓ 1968 ↓                  |  | ↓ 1968 ↓                  |                         |                         |
|                    |                    | Eemlandcollege            |  |                           |                         |                         |
|                    |                    | ↓ 1973 ↓                  |  | ↓ 1973 ↓                  |                         |                         |
| Mavo ter Eem       |                    | Eemlandcollege Zuid       |  | Eemlandcollege Noord      |                         | Kardinaal de Jong Mavo  |
| ↓ 1992 ↓           |                    | ↓ 1992 ↓                  |  | ↓ 1989 ↓                  |                         | ↓ 1989 ↓                |
| Het Nieuwe Eemland | Het Nieuwe Eemland | Het Nieuwe Eemland        |  | 't Hooghe Landt College   | 't Hooghe Landt College | 't Hooghe Landt College |
| ↓ 1995 ↓           | ↓ 1995 ↓           | ↓ 1995 ↓                  |  | ↓ 1995 ↓                  | ↓ 1995 ↓                | ↓ 1995 ↓                |
| Meridiaan College  |                    |                           |  |                           |                         |                         |
| Mavo Muurhuizen    |                    | Het Nieuwe Eemland        |  | 't Hooghe Landt College   |                         | Vakcollege Amersfoort   |

Bij de invoering in 1968 van de Mammoetwet, die onder andere stimuleerde dat middelbare scholen open waren voor jongens en meisjes, fuseerde het Constantijn College voor jongens met het meisjeslyceum Onze Lieve Vrouwe ter Eem. De nieuwe school werd het Eemlandcollege gedoopt. De onderbouw werd gevestigd in het gebouw Ter Eem, de bovenbouw in het voormalige Constantijn College.
In 1973 werd een Eemlandcollege Noord (in de wijk Schothorst) opgericht, eerst als dependance en enkele jaren zelfstandig. De vestiging aan de Daam Fockemalaan werd omgedoopt tot Eemlandcollege Zuid.
In 1989 vormde het Eemlandcollege Noord met de Kardinaal de Jong-Mavo een nieuwe zelfstandige school onder de naam ’t Hooghe Landt College.
In 1992 fuseerde het Eemlandcollege Zuid met Mavo ter Eem en vormde Het Nieuwe Eemland.
In 1995 fuseerden alle katholieke schoolbesturen voor voortgezet onderwijs in Amersfoort tot één scholenkoepel, het Meridiaan College, met vier scholen in zes vestigingen:
- Het Nieuwe Eemland aan de Daam Fockemalaan
- 't Hooghe Landt aan de Trompetstraat en de Parelhoenstraat
- Mavo Muurhuizen aan de Zangvogelweg
- Vakcollege Amersfoort aan de Hooglandseweg en de Liendertseweg

## Bekende oud-leerlingen en personeel

### PeriodeConstantijn College
- Bert Keizer (1947), arts en filosoof.[2]

### PeriodeEemlandcollege
- Wouter van Zandbrink (1958), politicus.

### Personeel
- Loek Lafeber (1929-2012), leraar tekenen enkele jaren vanaf 1957.[3]